# Marcus Baggesen
Marcus Baggesen (født 17. juli 2003) er en dansk fodboldspiller, der spiller for IFK Norrköping.
Han kommer fra Hjørring. Baggesen kom til Silkeborg IF som ungdomsspiller. I januar 2023 udtalte Silkeborgs sportsdirektør, at en oprykning til førsteholdet var udelukket, hvor spillere som Lukas Engel, Lukas Klitten, Gustav Dahl og muligvis Oscar Fuglsang indtog pladserne. Baggesen fik derfor lov til at skifte til den svenske Allsvenskan- klub IFK Norrköping  
Baggesen blev hurtigt starter i Norrköping og fik dermed sit gennembrud. I juni 2023 blev Baggesen placeret som nummer 77 på Golden Boy-prisens top 100 talentliste. 